# 大西洋横断貿易投資パートナーシップ協定

アメリカ合衆国 (オレンジ)と欧州連合 (緑)

大西洋横断貿易投資パートナーシップ協定（たいせいようおうだんぼうえきとうしパートナーシップきょうてい、英: Transatlantic Trade and Investment Partnership、略称: TTIP）は、アメリカ合衆国とヨーロッパ連合との間で、互いの市場に存在する規制や関税を削減・撤廃のために交渉されていた協定。北大西洋版TPPである。
TTIPは安全基準を下げ、公的サービスの質を下げ、人々の権利を脅かすものであるという指摘がある。2015年10月時点で250万人が反対の署名を行っている。
オランダでは2016年5月の時点で、TTIPを国民投票にかけるよう請願するための署名が10万を超えている。
ドナルド・トランプ大統領は交渉を中止した 。EU委員会は交渉は2016年末に合意されなく終了したの見解を公表している。
TTIPに代えて米EU貿易協定(英: U.S.-EU Trade Agreement)の新たな交渉を行うことが、2018年7月25日に米国とEUの間で合意された。
TTIPは、しばしばティーティップのように発音される。

## 概説
2007年4月30日にジョージ・W・ブッシュ、アンゲラ・メルケル、ジョゼ・マヌエル・ドゥラン・バローゾの3人がホワイトハウスで大西洋横断経済会議を発足させた。これが大西洋横断貿易投資パートナーシップ協定の母体となった。
表向きはEUと米国との貿易協定という事になっているが、実質は民主主義にダメージを与える協定であるという指摘がある。
それまで社会の利益となる全てのサービスを政府がコントロールしてきたが、TTIPによってその権限が民間企業に移ることになりうる。TTIPは2015年10月時点では依然として交渉段階であるが、基本的サービスに関してとてつもなく大きな市場開放がなされうる。それは水道事業であったり、郵便、健康保険分野であったりする。それらの市場に企業が参入し独占する権利を与えるのである。
国営の水道事業では水道水の価格に上限が設定されているが、民営化されれば価格の上限に圧力がかかり、公共の福祉を害することになりうる。

### 規制の緩和・撤廃
TTIPは単なる関税引き下げの協定ではない。TTIPは貿易を妨げる規制を緩和もしくは撤廃するための協定である。化粧品に使われる禁止化学薬品、遺伝子組換え食品(GMO)、肉に使われる成長ホルモンなどについての規制も緩和・撤廃の対象になりうる。
環境保護や食品安全規制についてはEUが米国より厳しいために、TTIPを批准することでそれらの基準を米国の基準にまで下げなくてはならない。
化粧品についても、EUは1200もの薬品を禁じているが米国が禁じる薬品数は12である。

### ISDS条項
TTIPにはInvestor-state dispute settlement(ISDS条項)も含まれている。民間企業の経済的損失の原因となる政策(公共財のための政策も含む)が採られていた場合に、その民間企業がその政策を採った国家を訴えることができるようになる。例えばタバコの宣伝を制限する政策は公共のためであるが、タバコ会社がその規制を不服とし、ISDSを利用して国を訴えるというシナリオもある。
多くの企業が既にISDSを利用している。ヴェオリア・エンバイロメントはフランス政府による最低賃金上げを不服として訴えている。バッテンフォールはドイツが原子核エネルギーを禁止したことを不服として訴えている。フィリップ・モリスとオーストラリアによるタバコのパッケージングに関する論争はしばしば引き合いに出される。
政府による水道水価格の上限設定はすでにISDSの標的にされている。
2015年5月、国連の人権と国際法のエキスパートであるアルフレッド・デ・ゼイヤスは、TTIPに含まれるISDSは大きな問題だとしTTIPを修正もしくは廃案にすべきと述べている。ISDS条項によって、企業・投資家側がすべての訴訟事案を(国家から)独立した特別法廷に持ち込むようになるために、企業・投資家側が国家の司法・法律・義務を回避できるようになる。
2016年4月下旬ドイツでの記者会見で、バラク・オバマ米国大統領は、ISDS条項は過去の多くの貿易協定に含まれており、保健・環境・金融の分野における規制が訴訟の対象とされたことは無いと主張した。だが英国政府によるレポートでは米国の企業はNAFTAのISDSを利用してカナダ政府を訴え、2015年から2016年4月の期間だけでもカナダ政府は米国に企業に2億ドル以上支払い、弁護士料にも6500万ドルを費やしている。

### 政府調達
企業が政府調達へ際限なくアクセスすることで、政府が地方の非営利供給団体を支援する権利が制限されうる。
公的セクター雇用が民間セクターにアウトソースされ、より低レベルの賃金や労働環境で従業員が働くことになる。
米国のロビー団体AHCと米国政府はTTIPにおける調達の閾値を下げることを望んでいる。

### EUと米国の間での秘密交渉
環境保護団体のグリーンピースは「米国側は(食品安全などに関する)予防原則をも弱めようとしている。また、パリ協定で合意に至った二酸化炭素排出削減の努力についても全く記載が無い。」と主張している。

### EU委員会による公表
2016年7月14日、EU委員会は、TTIPについての交渉文書を公開した。

## 批准

### 決議
TTIP交渉を進める案はドイツのSPD主導で作成され密かな協定とされた。
そしてギリシャ危機の背後に隠れる形で議会が開かれた。議会での決議にも問題があった。欧州議会議員1人あたり40人のロビイストらが付き添っていた。
2015年7月、欧州議会にて賛成436反対241でTTIPの提案が可決され、TTIP交渉が継続することになった。
この案にはイタリアやスペインなどの社会民主主義政党も賛成票を投じた。一方英国の労働党の欧州議会議員らはTTIP案に反対票を投じた。フランス、ベルギー、オランダの社会民主主義らも反対票を投じた。
ISDSの修正は多くの人が求めていたが投票にかけられず、表面を変えただけのISDSが承認された。マルティン・シュルツはISDSを修正する動きを妨げた。

### 拒否権の行使
英国労働党のジェレミー・コービンは拒否権を行使してTTIP批准を阻止すると述べたが、英国の作家Adam Hamdyによれば、コービンはTTIPに対して拒否権を行使する機会すら与えられないのだという。
リスボン条約とTreaty on the Functioning of the European Unionによれば、国際貿易協定については基本的に「独占条約(exclusive treaty)」として扱われ、EUが独占的に交渉し合意し批准する権利を有する。「混合条約(mixed treaty)」として扱われる場合もあり、その場合にはEU各加盟国の議会で批准するしないの権限が与えられる。混合にするか独占にするかは基本的にEU側に権限があり、独占条約を混合条約に変えるためにはEUの全加盟国の承認が必要だ。
TTIPは2016年6月現在では混合条約として扱われている。だがHamdyはTTIPは必ず独占条約になるだろうと考える。
Comprehensive Economic and Trade Agreement (CETA)はカナダとEUとの協定であり、これも元々は混合条約として扱われていたが、イタリアがこれを独占条約にすることを望んでいるために独占条約になるだろうとHamdyは考えている。そして同じようなことはTTIPでも起こるだろう。初期段階では混合条約として扱い、EU全加盟国の内のどれか一つの国がそれを独占条約にすることを望めばもはやその他の加盟国はTTIP批准を阻止することはできないだろう。
フランクフルター・アルゲマイネ・ツァイトゥングは、EUがCETAを独占協定として取り扱うだろうということを伝えた。

## 懸念
TTIPは非常に問題のある協定だとする多方面からの指摘がある。
そもそもTTIPの交渉が非公開である。
TTIPによってEU産の車の輸出が2倍になると書かれているが、むしろ米国からEUへの輸出が勝り、EU製造業の体力を削ぐのではと考えられている。
TTIPはネガティブリスト協定であり、政府の活動項目に関して明確に除外されていない項目はTTIPの対象となりうる。
政府の活動が投資家の将来的損失になるかどうかを推しはかることはできないだろう。
「TTIPに関わる全ての契約は、当該国家の福祉・環境保護目的の法的措置を妨害する限り、無効となる」という文言を今後の全ての貿易協定に入れるべきという声もある。ギリシャでは急進左派連合がTTIPに反対すると述べている。ウィキリークスは情報提供に10万ユーロの賞金をかけた。
TTIPはフランスの左派の間では非常に不人気である。フランソワ・オランド大統領は「互恵が無い。透明性が無い。農家にとって危険だ。公的市場に米国がアクセスできるがフランスはアクセスできない。このような場合には私はTTIPを承認しないだろう」と述べた。

## その他

### イギリスのEU離脱の是非を問う国民投票
このTTIPは英国の欧州連合離脱に関連する案件の一つにもなっている。2016年6月に開かれるEU離脱の是非を問う国民投票において、TTIPはとりわけ左側の人達の間での議論の争点となりうる。
英国労働党所属のジェレミー・コービンは、TTIPが労働者・消費者・健康・環境の基準を下げ国家主権をも脅かすと考えており、ゆえに労働党の欧州議会議員がTTIPの危険な部分に反対しているのだと述べている。コービンは、TTIPには基本的人権が含まれなければならないとも述べている。
保守党
英国保守党の元副党首であるピーター・リリーはTTIPに強く反対している。TTIPは関税や関税割当制を撤廃することが目的ではない。欧州から米国への輸出品にかかる関税は平均で2.5%であり、その関税をさらに下げても大きな効果は得られないだろう。
TTIPの主な目的は、投資のための特別なレジームを設けることと国内産業保護のための隠れた規則を撤廃することだ。
英国政府やEU側はISDSが国家主権を害することはないと主張する。
- 英国政府が特別法廷にひっぱりだされたのは2回だけで敗れたことはない
- (TTIPの)特別法廷員は彼らが普段勤める企業の訴訟には関与できない
- 2016年4月の段階で、TTIP交渉では永続的な司法パネルの設置が提案され、将来的には訴訟手続きは公的になる
- 特別法廷は保健サービスに影響を及ぼさない

といったように。
そして英国政府は、(TTIPの)特別法廷が英国の法廷と同じ機能を有するとまで主張する。だがその主張が真であるなら、そもそもISDSは必要ないはずである。現実には、その特別法廷は英国の法廷よりもはるかに高額の賠償金を命じる権限があり、特別法廷の権限自体も拡大できるのである。NHSなど英国の公共サービスが縮小を要求されない保証はない。
元来ISDSと特別法廷のようなシステムは、企業が信用性の低い国や腐敗した法体系を有する国に投資しその企業の資産が国家側に押さえられるような場合にその企業に公正な仲裁制度を与えるために設けられた。
そのような腐敗国家は海外からの投資を呼び込むためにISDSを容認した。英国の企業も発展途上国との争いをそのような特別法廷に持ち込んでいた。
だが近年、そのような特別法廷は環境・保健などについての規制も国家側による部分的差し押さえとみなすようになった。
そしてTTIPやCETAによって初めて英国政府が米国の多国籍企業による訴訟の対象となるだろう。
もし英国がEUに残留しTTIPとCETAが批准されれば、英国はTTIPの条項に拘束される。そしてTTIPの再交渉には全てのEU加盟国と欧州委員会の同意が必要になるだろう。
リリーは、自由貿易よりも民主主義のほうがはるかに大事だと結論づける。
国民保健サービス
もしEUと米国がTTIPを締結すれば英国の国民保健サービス(NHS)が部分的に民営化されてしまうと専門家が指摘している。NHSのいくらかの業務が民間会社に委託され、それらのサービスをNHSに戻すことは難しくなるというのである。TTIPに含まれる「市場アクセス条項」が国家による独占市場(公的サービス等)を禁じているためである。
一方のビジネス・イノベーション・技能省は、TTIPその他の貿易・投資協定でNHSが脅かされることはありえないと主張している。だが英国政府はTTIPの詳細な情報を英国国民に伝えることを拒否している。
バラク・オバマの訪英
2016年4月、米国大統領バラク・オバマが訪英し英国国民に対してEUに残留するよう呼びかけた。
また、英国がEUを離脱すれば英米間の自由貿易協定が短期間では締結されず、英国は交渉列の後方につくことになるだろうと警告した。
オバマの訪英と連動して、13万人を超える人々がTTIPの交渉をストップするように求める署名を行った。
国民投票以後
国民投票では離脱派が勝利し、英国国民はEUとEUの新自由主義的政策を否定するという決断を下した。War on WantのJohn Hilaryは離脱派の勝利はTTIPに大きな打撃となったと述べている。だがEUから離脱した英国政府がTTIPを部分的に批准する可能性は依然として残っているわけであり、英国政府は英国国民による決定をねじ曲げてはならず、その後もTTIPや新自由主義的政策に反対すべきであるとHilaryは述べている。